# Chico 50 Anos: O Malandro
Compilação de músicas que retratam a malandragem carioca e do cantor gravadas por Chico Buarque, da série Chico 50 Anos, lançada em 1994. 

## Lista de faixas
| N.º | Título                                                      | Duração |  |
| 1.  | "Vai trabalhar, vagabundo"                                  | 2:19    |  |
| 2.  | "Homenagem ao malandro"                                     | 2:53    |  |
| 3.  | "Samba e amor"                                              | 3:16    |  |
| 4.  | "A Banda"                                                   | 2:10    |  |
| 5.  | "Quem Te Viu, Quem Te Vê (Part. Maria Bethânia)"            | 3:24    |  |
| 6.  | "Doze Anos (Part. Moreira da Silva)"                        | 2:13    |  |
| 7.  | "Hino De Duran (part. A cor do Som)"                        | 2:59    |  |
| 8.  | "Nicanor"                                                   | 3:10    |  |
| 9.  | "Quando o carnaval chegar"                                  | 2:52    |  |
| 10. | "A volta do malandro"                                       | 2:46    |  |
| 11. | "Não existe pecado ao sul do Equador - Boi voador não pode" | 3:57    |  |
| 12. | "Noite dos mascarados (part. Elis Regina)"                  | 3:07    |  |
| 13. | "Mambembe"                                                  | 1:55    |  |
| 14. | "Até o fim"                                                 | 2:21    |  |